# 戴维·古尔德 (轮椅篮球运动员)
戴维·古尔德（英語：David Gould，1965年4月19日—），澳大利亚男子轮椅篮球运动员。他曾代表澳大利亚参加1984年、1988年、1992年、1996年和2000年夏季残疾人奥林匹克运动会轮椅篮球比赛，获得一枚金牌。